# Корнеева, Ирина Сергеевна
Ирина Сергеевна Корнеева (в девичестве — Снопова; род. 7 июня 1995 года, Волгоград) — российская гандболистка, правый полусредний игрок клуба «Астраханочка» и сборной России. Мастер спорта России международного класса. Серебряный призёр чемпионата Европы 2018 года. Серебряный призёр чемпионата мира среди юниорок 2012 года.

## Биография
Родилась 7 июня 1995 года в городе Волгограде. С десятилетнего возраста активно занимается гандболом. Первый тренер — Ирина Валентиновна Измайлова.
Представляет волгоградский спорт и большую часть взрослой карьеры провела за женский гандбольный клуб «Астраханочка». Бронзовый призёр чемпионата России 2015 года, победительница чемпионата России 2016 года. Полуфиналистка Кубка ЕГФ сезона 2013—2014 годов.
В 2016 году и два сезона провела в Тольятти. Серебряный призёр чемпионата России 2017 и 2018 годов в составе «Лады».
В 2017 году завершила обучение в Астраханском государственном университете.
Вернулась в 2018 году в Астрахань играть за местный клуб.

## Карьера в сборной
В 2012 год в Черногории на молодёжном чемпионате мира завоевала серебряную медаль в составе сборной России.
Была вызвана в национальную сборную на чемпионат Европы 2018 года. Серебряный призёр чемпионата Европы 2018 года, который проходил во Франции.